# 섀넌 벡스
섀넌 벡스(Shannon Bex, 1980년 3월 22일 ~ )는 미국의 가수, 댄서이다. 걸 그룹 대니티 케인의 전직 멤버이자, 음악 듀오 덤블론드의 멤버이다.